# Plaza de la Universidad (Barcelona)

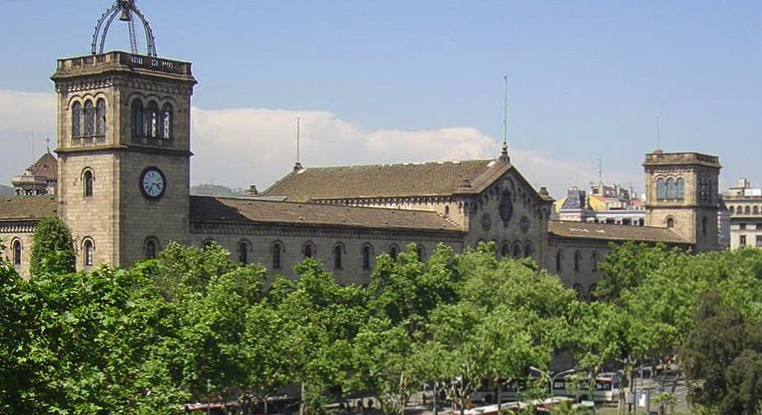
Edificio histórico de la Universidad de Barcelona, en la plaza de la Universidad

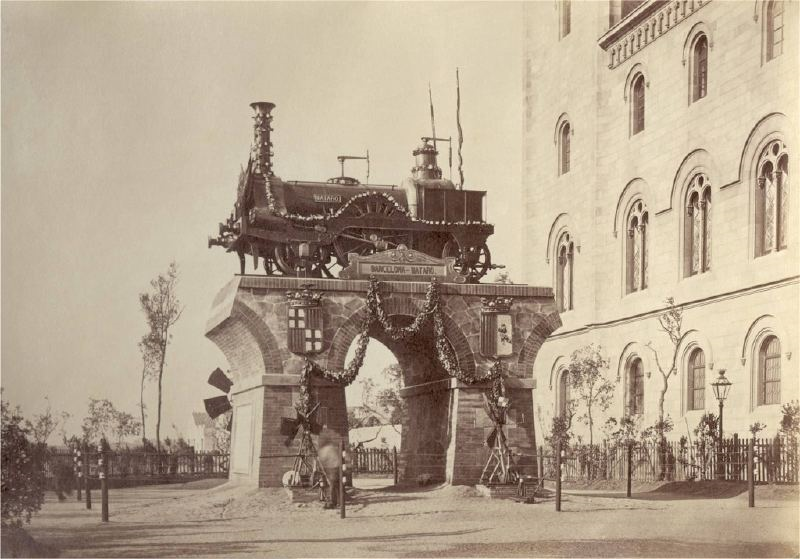
Monumento al ferrocarril Barcelona-Mataró (1877), plaza de la Universidad

La plaza de la Universidad  de Barcelona es una plaza situada en la confluencia de la ronda de la Universidad, la ronda de San Antonio y la Gran Vía de las Cortes Catalanas. Está situada en la frontera entre los distritos del Ensanche y Ciudad Vieja, y más concretamente entre el barrio de San Antonio, el de la Antigua Izquierda del Ensanche y El Raval.

## Monumentos y edificios
En la parte norte de la plaza se encuentra el Campus de Humanidades, en el edificio histórico de la Universidad de Barcelona. Este edificio fue construido en el siglo XIX poco después del retorno de la universidad en la ciudad, siendo el campus de más antigüedad de la Universidad de Barcelona.

## Transporte y comunicaciones
En la plaza está la Estación de Universidad del Metro de Barcelona, donde confluyen la Línea 1 y la Línea 2.